# Konspirationsteorier om månlandningarna

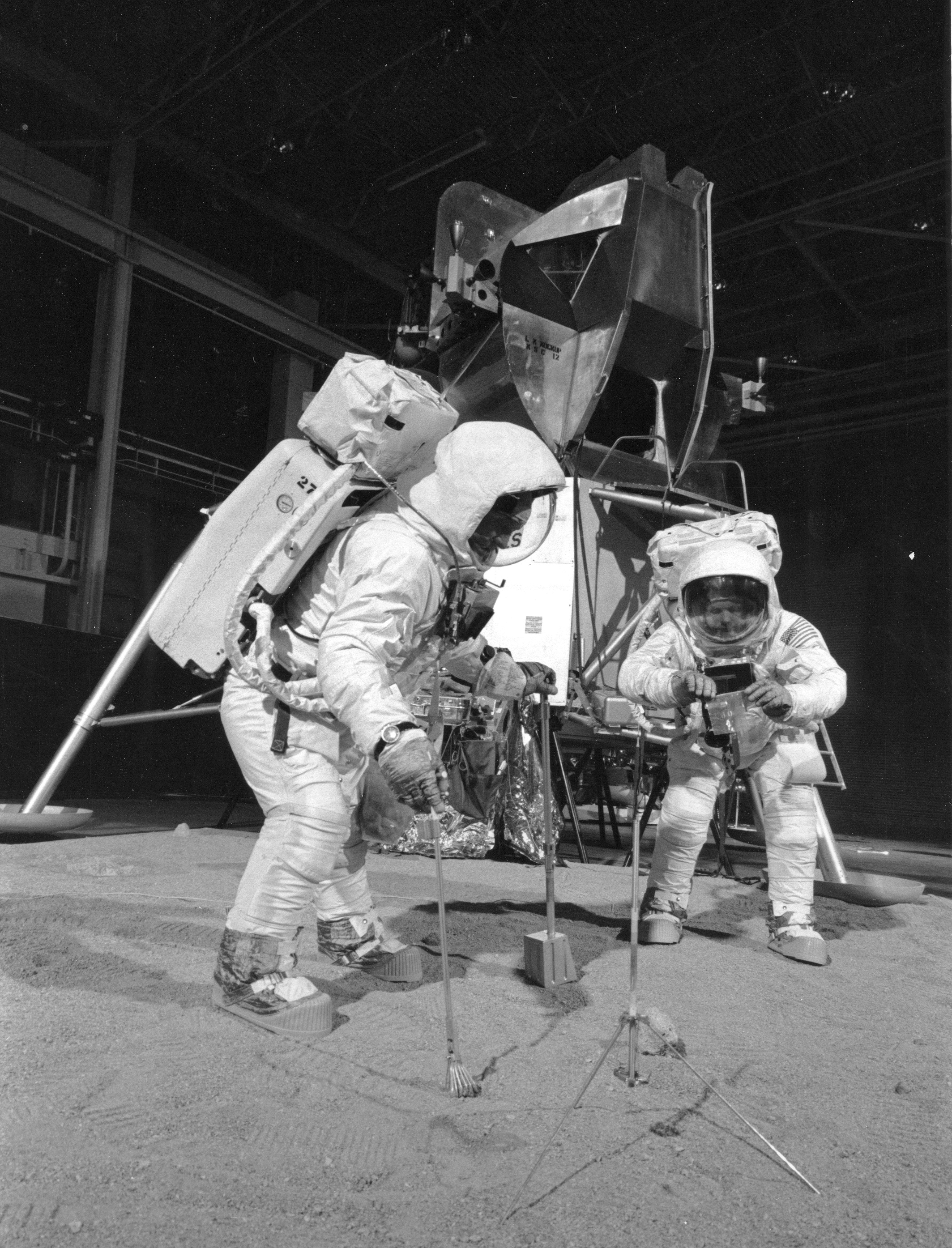
Neil Armstrong och Buzz Aldrin i en träningsanläggning på jorden. Enligt konspirationsteorier skulle bilderna och filmerna från månen i själva verket vara tagna i sådana anläggningar.

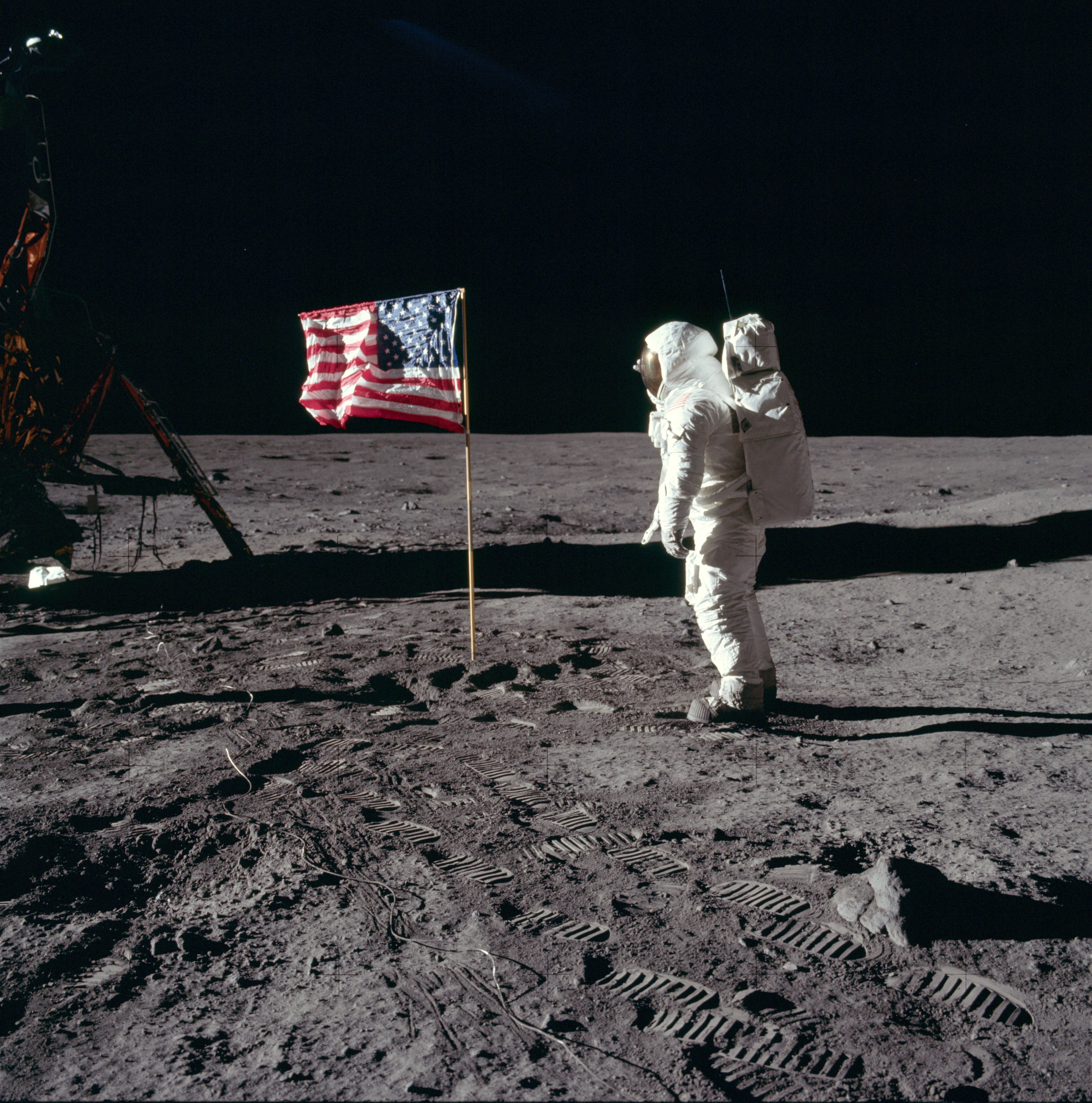
Buzz Aldrin hälsar flaggan, den allra första amerikanska flaggan på månen, den 21 juli 1969.

Konspirationsteorier om månlandningarna är ett antal konspirationsteorier vars budskap är att Apolloprogrammet aldrig ledde till några månlandningar, och att filmerna och stillbilderna från samtliga Apollofärder är tagna på jorden. Ibland anges att regissören Stanley Kubrick anlitades av amerikanska myndigheten för rymdfart, NASA, för att regissera bluffen och den kompletteras med att raketer skickades upp men lades i omloppsbana.

## Syfte
En anledning skulle vara att USA iscensatte en månlandning för att få världen att tro att de besegrat Sovjetunionen i rymdkapplöpningen. Sovjetunionen hade varit före med att skicka upp en farkost i rymden och hade skickat upp världens första bemannade rymdfarkost. När den amerikanske presidenten John F. Kennedy satte upp målet att USA skulle bli först att göra en bemannad flygning till månen, kunde inte NASA tillåtas ett misslyckande; tillsammans med Hollywood och massmedia iscensattes ett lyckat genomförande av projektet.

## Spridning
Konspirationsteorierna har sitt ursprung i Bill Kaysings självutgivna pamflett We never went to the moon: Americas thirty billion dollar swindle från 1976. Kaysing var en före detta anställd på raketutvecklaren Rocketdyne och driver i sin skrift argumentet att USA saknade förmågan att kunna genomföra en månlandning. På senare år är en spridning av teorierna vanliga på internet. En bred spridning fick den också i och med att Fox News sände dokumentärfilmen Did we land on the moon? år 2001. I samband med den hänvisades till en undersökning som hävdade att 20% av amerikaner trodde att månlandningen var en bluff. Andra undersökningar uppges vanligen ge ett resultat på mellan 4% och 5%. En YouGov-undersökning i Storbritannien 2019 visade att 4% britter ansåg att månlandningsbluffen var "definitivt sann" och 12% att den var "troligen sann".

## Argument
- På de filmer som visar månlandningen kan man till exempel se, att flaggan som sätts upp svajar. På månen saknas luft och därmed vind som skulle kunna sätta en flagga i rörelse. Detta kan dock förklaras just genom att flaggan hålls upp av en metallpinne som ligger i flaggans överkant. Så länge pinnen hålls upp kommer flaggan att fortsätta stå rakt ut från stången. Att flaggan vajar kan förklaras med att den nyss är uppsatt; den sattes då i gungning, och eftersom det inte finns någon luft på månen bromsas inte dessa svängningar upp på samma sätt som de gör på jorden.[4] Under Apollo 15 gjorde David Scott ett experiment där en hammare och en fjäder släpptes samtidigt. Båda föll i samma hastighet vilket bevisar att han befann sig i ett vakuum.[5]

- Ljuset lär också vara felaktigt enligt vissa. Precis som på jorden kan det även på månen uppstå både konvergerande och divergerande skuggor.[4] Dessutom skall man komma ihåg att jorden utgör en mycket kraftig ljuskälla på månen så det finns med andra ord två ljuskällor att ta hänsyn till. Även månytan är belyst och kommer i sin tur att återkasta ljus på föremål.

- En annan vanlig optiskt relaterad misstanke är den om hur stjärnor inte syns i fotografierna från månen, trots att månen saknar atmosfär. Detta kan dock förklaras med att solen skiner i fotografierna där detta fenomen är tydligt, och kamerorna var därför justerade för exponering i dagsljus. Samma fenomen kan ses även på jorden en stjärnklar natt där något väldigt ljusstarkt fotograferas.

- Misstankar finns också om att den lite studsiga gången som märks på filmerna enbart skulle vara att filmerna körs på lägre hastighet. Om filmerna körs på högre hastighet ser det enbart ut som om de springer med tung utrustning vilket enligt många skulle kunna vara en förklaring på detta. Flera experiment har genomförts för att uppnå samma lätthet i sprången som Buzz Aldrin och Neil Armstrong har på filmer, men alla har misslyckats med det. Steglängden kan endast uppnås genom hopp och då är rörelsemönstret inte korrekt.

- Samma sak gäller en sekvens där man kan se en s.k. månbil som man också tror är filmad i annan hastighet. Om filmen körs på högre hastighet ser månbilen endast ut att köra i full fart på normala sanddyner.

- Enligt konspirationsteoretikerna vägde raketerna för lite. Enligt Wernher von Braun måste en raket väga 300 000 ton för att nå månen. Apolloraketen vägde betydligt mindre. Däremot är detta föråldrade beräkningar, och von Braun har faktiskt själv utvecklat raketerna.

- Konspirationsteoretiker ifrågasätter om Neil Armstrong verkligen klarade av att landa en farkost som månlandaren då han ska ha misslyckats med likvärdiga attrapper på jorden.

- En annan teori handlar om att det inte finns någon krater under månlandaren där den kraftiga raketmotorn hade bromsat in. Detta svaras med att det har att göra med att raketmotorn inte bromsade in precis före landning utan långt tidigare, och vid tiden för landning endast beräknats till ca 1,5 PSI.

- En del hävdar att astronauterna inte skulle kunna klara av strålningen i rymden. Strålning är dock främst ett problem vid solutbrott som skickar ut mängder med strålning och kan även störa satelliter, jordens magnetiska fält, och annat. Astronauter skyddas från den mer allmänna strålningen på grund av en brist på atmosfär via speciella material i deras rymddräkter, som skyddar mot partikelstrålning och elektromagnetisk strålning. Dessutom har ju bevisligen besättningen på rymdstationer överlevt vistelser i rymden under långa tidsrymder.

- På en eller flera bilder ska kamerans "crosshair"-mask övertäckas av en av astronauterna, vilket konspirationsteoretiker tycker tyder på manipulering.

- På de bilder där USA:s flagga finns i bild så är alltid flaggan mer upplyst än omgivningen. Detta besvaras med att man lyser på den. När solens ljus lyser på flaggan så blir det ljust på båda sidor.

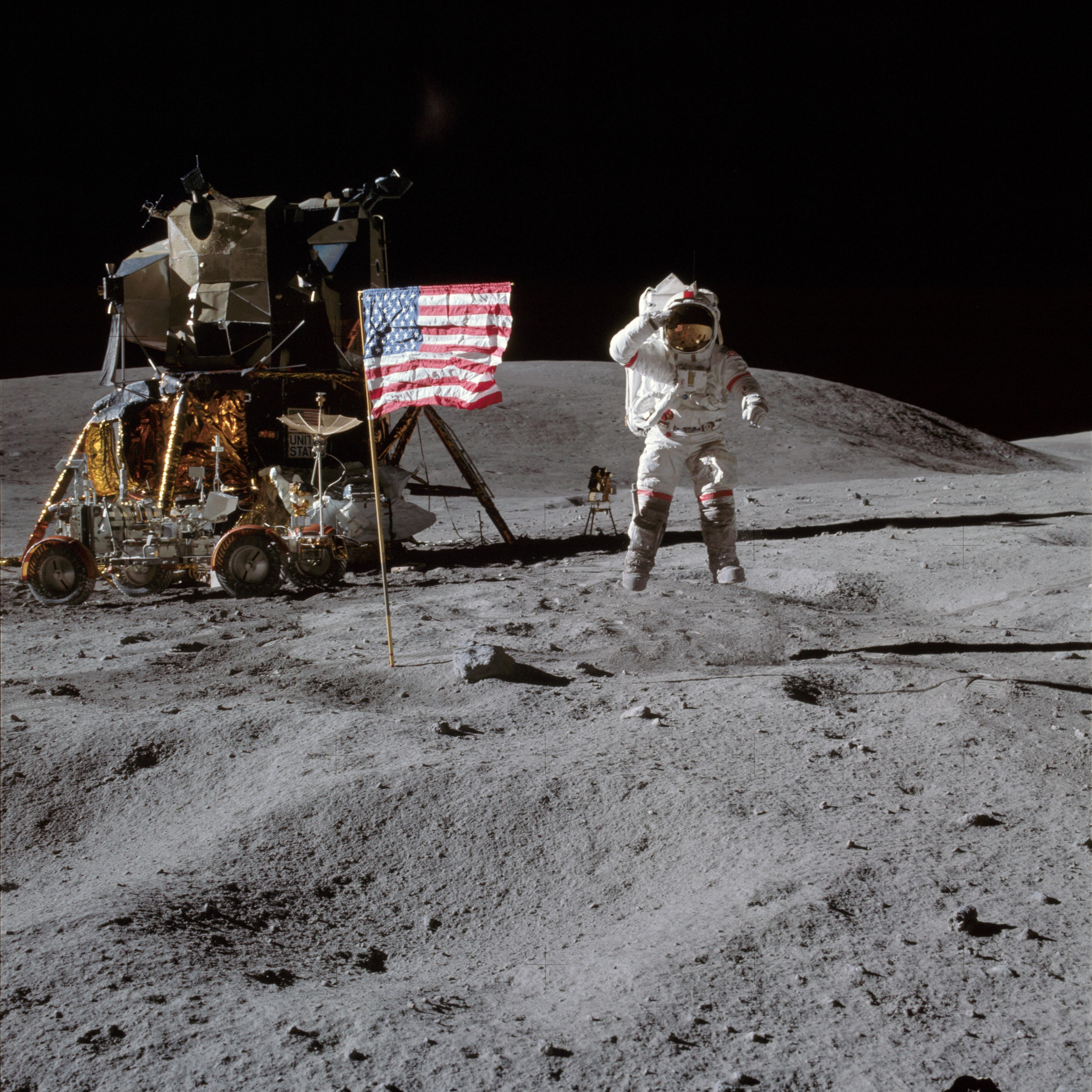
Bilden på John W. Young som konspirationsteoretikerna menar är ett montage.

- Det finns en bild på John W. Young där han gör honnör för den amerikanska flaggan. Ett problem, hävdas det, är att skuggan vid hans fötter saknas. Konspirationsteoretiker hävdar att detta beror på att bilden är ett fotomontage. Det finns dock en skugga lite längre bort eftersom John hoppar upp från ytan precis då kortet tas (vilket kan ses på videoupptagningar tagna vid samma tillfälle).

## Motargument

### NASA
I juni 1977 utfärdade NASA ett faktablad som svar på ryktena att månlandningarna i Apolloprogrammet varit en bluff. Faktabladet var klart avfärdande och menade att hela idén om en bluff var löjeväckande och bisarr. NASA hänvisade till stenar och måndamm som samlats på månen som tydliga bevis och att dessa månprover inte kan ha formats under de förhållanden som råder på jorden. NASA konstaterade vidare att hela Apolloprogrammet följdes noga av nyhetsmedia, från start till landning. NASA besvarade också anklagelserna i Bill Kaysings bok, We Never Went to the Moon. De riktade in sig på hans påstående att det inte fanns några märken på månens yta efter månlandarna genom att lämna fakta om månens yta och hur måndamm och -sand fungerar.
Faktabladet publicerades än en gång den 14 februari 2001, dagen innan tevekanalen Fox sände programmet Conspiracy Theory: Did We Land on the Moon? Dokumentären återuppväckte allmänhetens intresse för konspirationsteorier och möjligheten att månlandningarna faktiskt varit en bluff.

### Fotoargument
Rymdsonden Lunar Reconnaissance Orbiter (LRO) har tagit, dock suddiga, bilder av landningsplatserna där man kan se månlandarnas landningsdelar, vissa experiment och även ana fotsteg. Även till exempel Japan har skickat upp sonder som tagit foton av landningsplatser, fotsteg och andra efterlämningar.

### Osannolikheten att en bluff skulle kunna hemlighållas
Omkring 400 000 NASA- och kontraktsanställda var inblandade i arbetet som möjliggjorde månlandningen. Ett motargument är att det är högst osannolikt att en bluff skulle kunna hemlighållas av så många personer i flera decennier utan att någon försagt sig eller trätt fram.
Apollo 11:s position och kommunikation kunde också följas av utomstående. Det är osannolikt att Sovjet, som tävlade med USA om att hinna först till månen, inte skulle ha upptäckt att månlandningen var en bluff och avstått från att avslöja detta för världen.